# メル・トーメ
メルヴィン・ハワード・トーメ（Melvin Howard “Mel” Tormé、1925年9月13日 - 1999年6月5日）は、アメリカのジャズ歌手。ジャズ作曲家、編曲家、ドラマーのほか、俳優としてラジオ、映画、テレビでも活躍した。愛称は「ベルベットの霧」The Velvet Fog。息子はジャズシンガーのジェームス・トーメ（James Tormé）

## プロフィール
シカゴのロシア系ユダヤ人の家庭に生まれる。4歳でデビューしたといわれるほど音楽に関して早熟な才能を示した。数々のヒット曲を物し、1940年代には映画「ハイヤー・アンド・ハイヤー」でフランク・シナトラと共演した。また、ボーカルグループ「メル・トーンズ」を結成し頭角を現し、トニー・ベネットをして「ジャズの百科事典」と言わしめた。
シナトラと並ぶアメリカジャズ界の巨人であり、その温かみと繊細さを兼ね備えた感傷的な歌声から「ベルベットの霧」と呼ばれたが、トーメ自身は「実はその呼ばれ方は好きではない」と言って、終生、ジャズ歌手としてのこだわりを捨てなかった。ロバート・ウェルズ（ボブ・ウェルズ）と共に作った代表作「ザ・クリスマス・ソング」（The Christmas Song）は、後世、多くの歌手に歌い継がれる曲となった。
1999年6月5日に、脳卒中からくる合併症のため、入院中のロサンゼルスの病院で死去した。73歳。

## 出演

### CM
- マウンテンデュー（1996年）